# Hladnikia
Hladnikiaes un género de plantas herbáceas perteneciente a la familia de las apiáceas.Comprende 4 especies descritas y de estas, los 4 en disputa.

## Taxonomía
El género fue descrito por Antonio José de Cavanilles y publicado en Flora 19(1): 166. 1836. La especie tipo es: Hladnikia golacensis W.D.J.Koch		

## Especies
A continuación se brinda un listado de las especies del género Hladnikia aceptadas hasta septiembre de 2012, ordenadas alfabéticamente. Para cada una se indica el nombre binomial seguido del autor, abreviado según las convenciones y usos.
- Hladnikia cicutaria Boiss.
- Hladnikia golacensis W.D.J.Koch
- Hladnikia golaka Rchb.f.
- Hladnikia pastinacifolia Rchb.